# Spencer, Indiana
Spencer är administrativ huvudort i Owen County i Indiana. Orten har fått sitt namn efter militären Spier Spencer. Vid 2010 års folkräkning hade Spencer 2 217 invånare.